# Sojus MS-02
Sojus MS-02 ist die Missionsbezeichnung für einen Flug des russischen Raumschiffs Sojus zur Internationalen Raumstation. Im Rahmen des ISS-Programms trägt der Flug die Bezeichnung ISS AF-48S. Es war der 48. Besuch eines Sojus-Raumschiffs an der ISS und der 154. Flug im Sojusprogramm.

## Besatzung

### Hauptbesatzung
- Sergei Nikolajewitsch Ryschikow (1. Raumflug), Kommandant (Russland/Roskosmos)
- Andrei Iwanowitsch Borissenko (2. Raumflug), Bordingenieur (Russland/Roskosmos)
- Robert Shane Kimbrough (2. Raumflug), Bordingenieur (USA/NASA)

### Ersatzmannschaft
- Alexander Alexandrowitsch Missurkin (2. Raumflug), Kommandant (Russland/Roskosmos)
- Nikolai Wladimirowitsch Tichonow (1. Raumflug), Bordingenieur (Russland/Roskosmos)
- Mark Vande Hei (1. Raumflug), Bordingenieur (USA/NASA)

## Missionsbeschreibung
Die Mission brachte drei Besatzungsmitglieder der ISS-Expeditionen 49 und 50 zur Internationalen Raumstation.
Es war der zweite Einsatz des weiterentwickelten Sojus-MS-Raumschiffs. Dieses unterscheidet sich von der bisherigen Version unter anderem durch das neue Annäherungs- und Kopplungssystem Kurs-NA. Um die neuen Systeme ausgiebig testen zu können, dauerte das Rendezvous mit der ISS wieder zwei Tage, anstatt der zuvor üblichen sechs Stunden.
Am 17. September 2016 gab Roskosmos bekannt, dass sich der Start durch „technische Gründe nach Tests am Kosmodrom Baikonur“ verschiebt. Ursache war ein Kurzschluss im Wiedereintrittsmodul des modernisierten Raumschiffs. Neuer Starttermin wurde der 19. Oktober 2016.
Das Abdocken erfolgte schließlich am 10. April 2017 um 7:57 UTC, damit begann auf der Station die ISS-Expedition 51 mit Peggy Whitson als Kommandantin. Die Landung erfolgte am selben Tag um 11:21 UTC 147 km südöstlich von Scheskasgan in der kasachischen Steppe. Als sich in 10,8 km Höhe der Fallschirm öffnete, schlug ein Bauteil, das das Verdrehen der Leinen verhindern soll, von außen gegen die Landekapsel und traf eine Schweißnaht. Dadurch entstand ein Riss von 3,5 cm Länge, durch den etwas Kabinenluft austrat. Die Besatzung befand sich nicht in Gefahr, weil sie Raumanzüge trug.

## Galerie

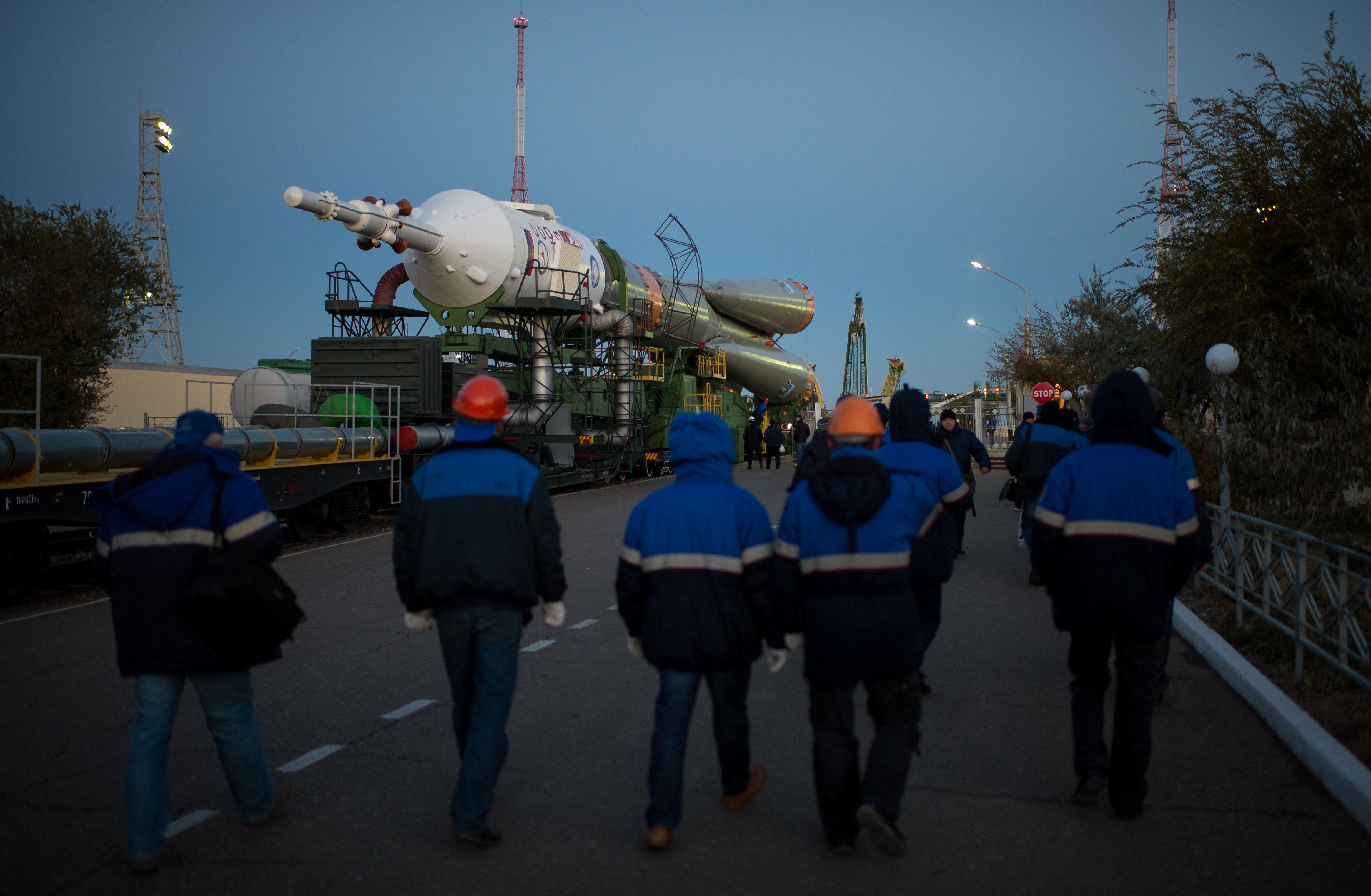
Der Rollout der Rakete am 16. Oktober 2016
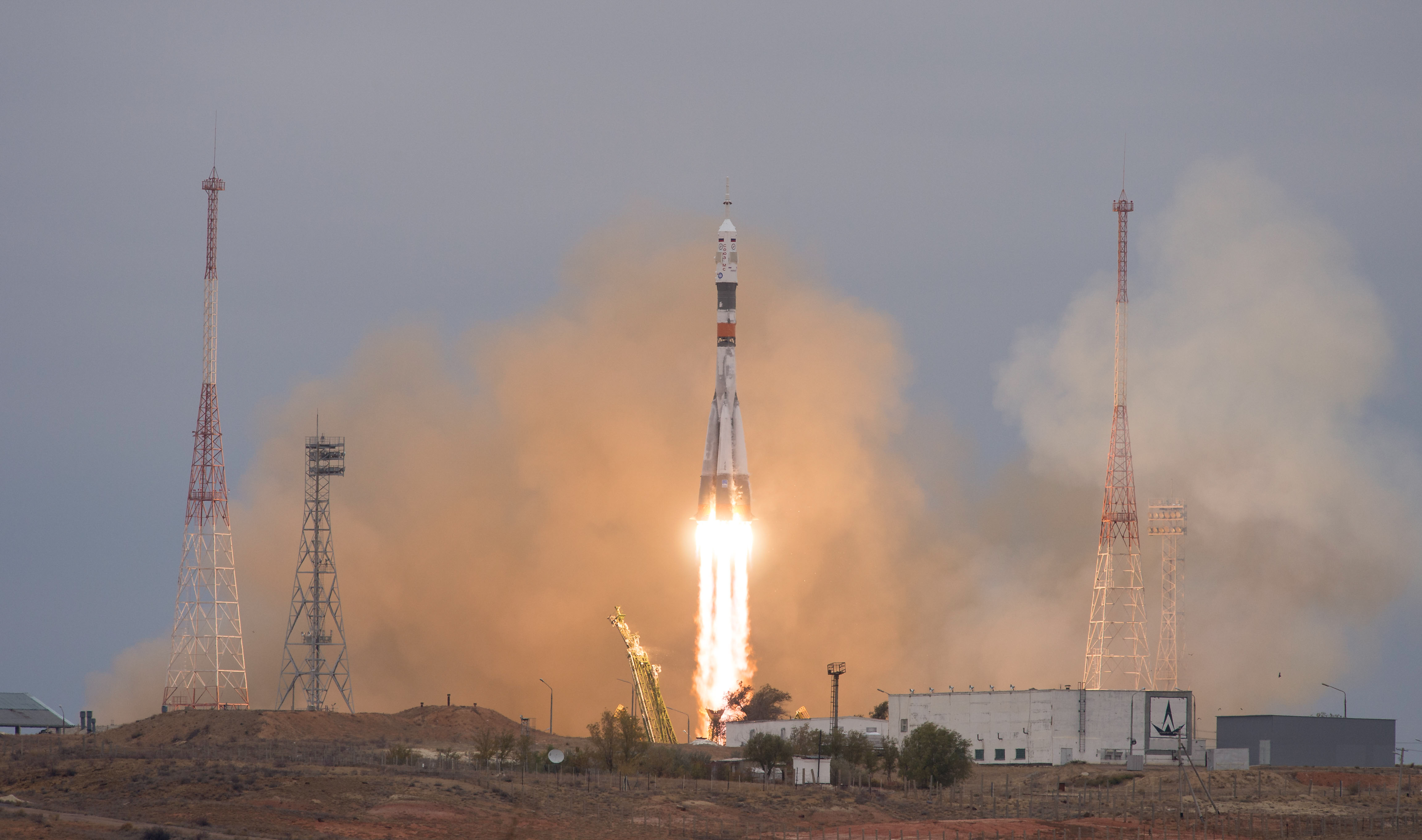
Der Start am 19. Oktober
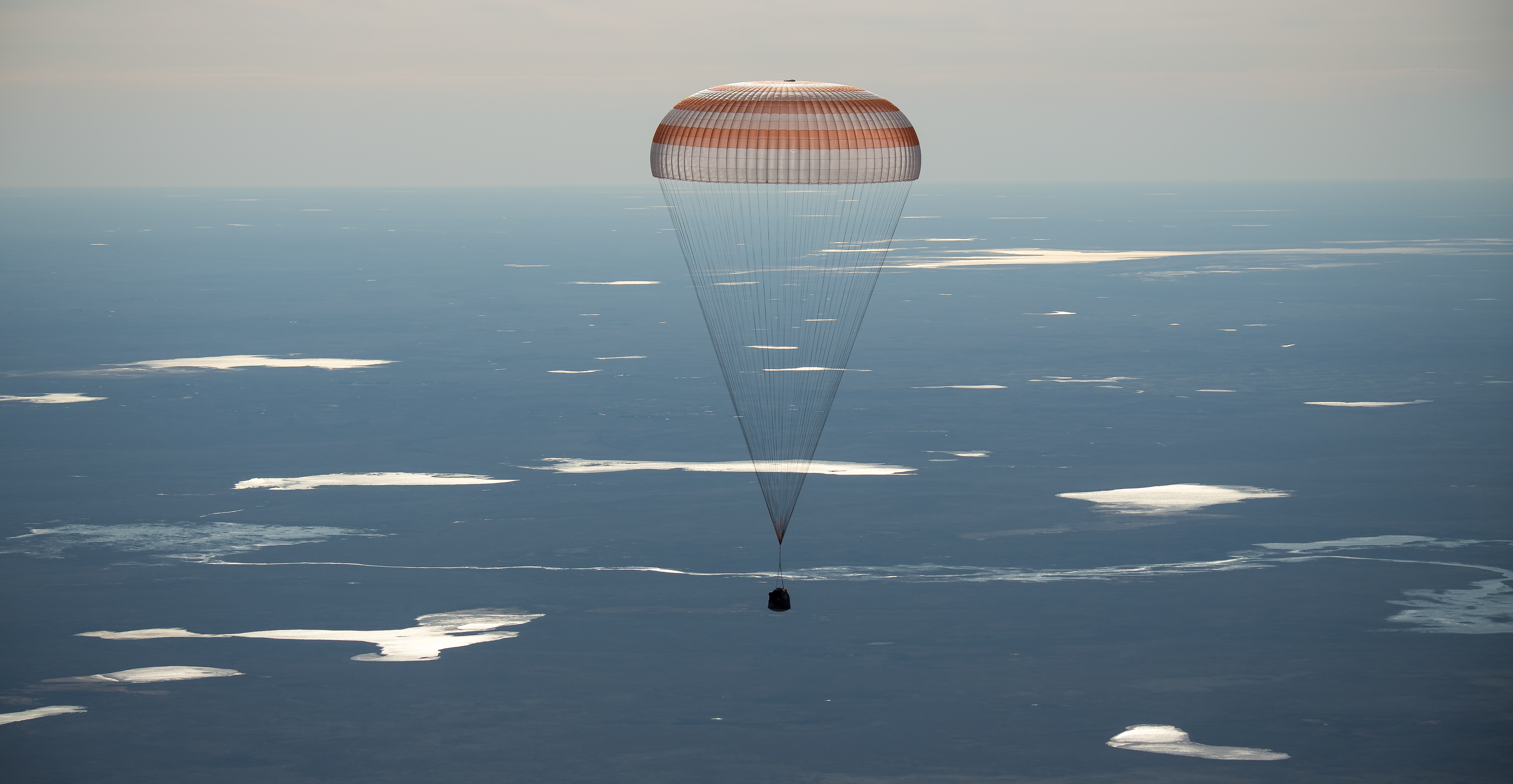
Die Landekapsel am Fallschirm am 10. April 2017
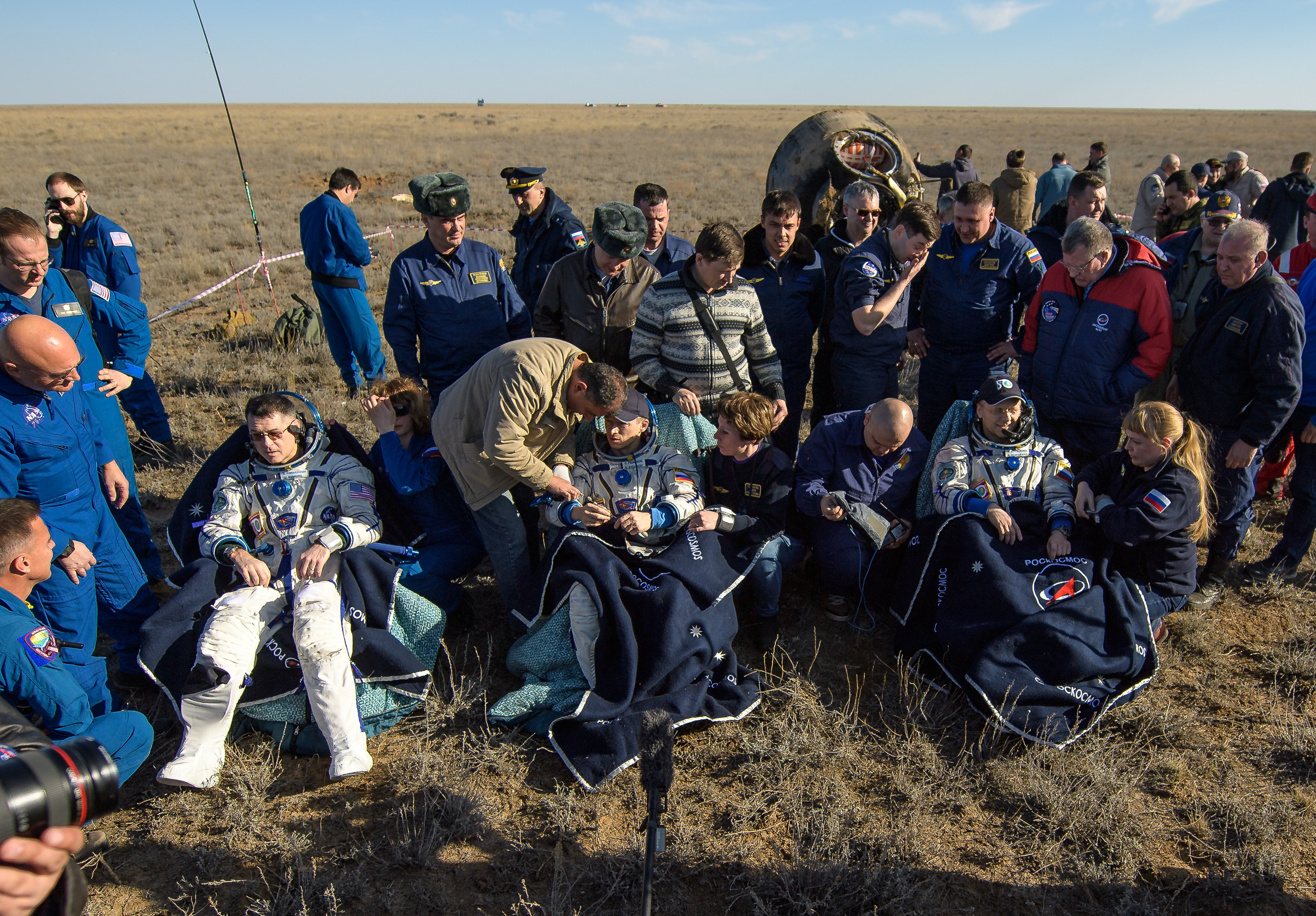
Die Crew mit den Helfern kurz nach der Landung